# Nous les Irakiens
Pour plus de détails, voir Fiche technique et Distribution.
Nous les Irakiens est un documentaire tourné par le réalisateur franco-irakien Abbas Fahdel en 2003 et diffusé pour la première fois en 2004.

## Synopsis
Paris, le 15 février 2003. Des dizaines de milliers de manifestants défilent pour protester contre la guerre imminente en Irak. Parmi eux, Abbas Fahdel, réalisateur d'origine irakienne installé en France. Après avoir filmé la manifestation, Abbas Fahdel prend l'avion pour Bagdad, où réside sa famille. Parce que filmer est un acte de vie, il entreprend de filmer les siens avec le superstitieux espoir de les préserver des dangers qui les guettent. Trois semaines plus tard, la guerre redoutée n'ayant toujours pas eu lieu, le réalisateur rentre en France. C'est alors que le conflit éclate. Les contacts sont coupés avec le pays et Abbas Fahdel n'a plus de nouvelles de sa famille. Après avoir passé deux mois à se morfondre d'angoisse devant son téléviseur, il retourne en Irak et découvre un pays plongé dans le chaos, mais où cependant tout demeure possible : le meilleur comme le pire.

## Présentation
Le film nous introduit dans l’intimité de familles irakiennes partagées entre le soulagement de s’être libérées de la dictature et le désarroi face au chaos de l'après-guerre. Il révèle aussi les dommages causés aux différents  secteurs de la culture irakienne : Université de Bagdad saccagée, Musée national d'Irak pillé, archives du cinéma et de la télévision détruites...

## Commentaires presse
- "Cette chronique offre à voir ce qu’on oublie de nous montrer : avec cette famille d’Irakiens ordinaires, on découvre le hors-champ, c’est-à-dire tout ce qui se passe en dehors de la fureur de la guerre et de l’occupation américaine. Tout l’intérêt de ce film réside dans cette apparente banalité, dans cette réalité autre, qui tranche avec les images spectaculaires de la guerre. Cette chronique de la vie  qui continue vaut donc pour tous ces petits riens : le recours obligé au système D, les voisins, les journées en pointillé, l’enfermement à la maison ponctué d’éclats de rire, pour masquer l’angoisse. (…) Nous les Irakiens reste l'un des trop rares films à proposer sur l'Irak  un regard de l'intérieur." Thierry Leclère, Télérama, 25 mai 2005
- "Abbas Fahdel est retourné à Bagdad à deux reprises : juste avant l’offensive américaine, puis deux mois après l’arrivée des G.I.. Le réalisateur donne la parole aux  habitants, dont la majorité disent leur soulagement après la chute de Saddam. Ils jouissent enfin de la liberté d’expression et peuvent évoquer le sort des proches disparus sous l’ancien régime, même si des disputes les opposent aux nostalgiques de la dictature. Cette libre parole est aussi utilisée pour critiquer durement les Américains. Une famille raconte comment son fils a été tué de plusieurs balles dans le dos par des GI, qui n’ont jamais fourni la moindre explication. « Ils ont pris la place de Saddam, qui agissait de la même manière », se lamente la mère. L’incompréhension est totale entre les jeunes soldats américains et les familles de Bagdadis dont la dignité force le respect.» Catherine Weibel, Le Nouvel Observateur (TéléCinéObs), 25 mai 2005
- "Comment vivaient les Irakiens au moment de la chute de Saddam Hussein ? Abbas Fahdel livre la chronique intime d’un pays inquiet et déchiré." La Croix, 3 juin 2005

## Autour du film
- Le film est une suite au documentaire Retour à Babylone, tourné par Abbas Fahdel en 2002, et qui se terminait par cette exclamation: "Entouré de ces visages redevenus familiers, voilà que je pense pour la première fois : Nous, les Irakiens !"
- Tourné entre fin février et fin juillet 2003, le film donne une chronologie de la guerre d'Irak ponctuée par les événements suivants :
  - 15 février 2003 : manifestation mondiale contre la guerre imminente en Irak.
  - 19 mars 2003 : le Président américain George W. Bush annonce le début de l'offensive américaine contre l'Irak,
  - 9 avril 2003 : les troupes américaines entrent dans Bagdad. Déboulonnement de la statue de Saddam Hussein,
  - 22 juillet 2003 : mort des deux fils de Saddam Hussein : Oudaï et Qoussaï.
- La manifestation parisienne avec laquelle s'ouvre le film faisait partie d'une journée de mobilisation mondiale contre la guerre d'Irak. Ce jour-là, le samedi 15 février 2003, au moins 10 millions de personnes ont défilé dans plus de 600 villes du monde : à Paris 100 000 à 350 000 manifestants, à Rome 2,5 millions, à Londres 750 000 à 2 millions, à Barcelone 1 million, à Madrid 600 000 à 2 millions, à New York 100 000 à 450 000, à Berlin 500 000, à Bruxelles 50 000. (Voir Chronologie de la guerre en Irak)

## Distinctions

### Récompense
- Mention du Jury au Festival du cinéma africain, d’Asie et d’Amérique latine (Milan), Italie, 2005.

### Sélections
- FIPA (Festival International de Programmes Audiovisuels), Biarritz, 2004
- Festival international du film d'Amiens, 2004
- Journées cinématographiques de Carthage, Tunisie, 2004
- Visions Sociales 2005, Festival de Cannes 2005.
- Festival du Cinéma d'Afrique, Asie et Amérique Latine, Milan, 2005
- Biennale des Cinémas Arabes, Paris, 2004
- Biennale des Cinémas Arabes, Marseille, 2004
- Arabisches Film Festival, Tübingen, 2004

## Fiche technique
- Titre : Nous les Irakiens
- Titre anglais : We Iraqis
- Titre arabe : نحن العراقيون
- Réalisation, commentaire et narration : Abbas Fahdel
- Productrice : Blanche Guichou
- Directrice de production : Annick Lemonnier
- Régisseurs : Pierre Huot, Alexis Gélinet et, en Irak : Al Kanz, Babel
- Sociétés de production : Agat Films & Cie, France 2, Procirep, Angoa-Agicoa, CNC
- Distribution :  Doc & Co
- Directeur de la photographie : Abbas Fahdel
- Assistante caméra : Charlotte Vitroly
- Son : Abbas Fahdel
- Montage son et mixage : Paul Scemama
- Montage : Stéphane Foucault, Sophie Imbert
- Étalonnage : Eric Salleron
- Attachée de presse : Audrey Dauman
- Langue originale : arabe
- Pays d'origine :  France  Irak
- Format : couleur - 16:9 -  vidéo
- Genre : documentaire
- Durée : 52 minutes
- Dates et lieux de tournage: du 15 février 2003 au 22 juillet 2003 à Paris, Bagdad et Babylone
- Première projection: janvier 2004 (FIPA)
- Première diffusion TV: 3 juin 2005 (France 2)
- Sortie DVD: 2 mai 2012 (BAC Films)

## Distribution (dans leur propre rôle)
- Alice Fahdel : une nièce du réalisateur manifestant à Paris
- Ishtar Fahdel : une nièce du réalisateur
- Manar Fahdel : une nièce du réalisateur
- Ithar Fadhel : une nièce du réalisateur
- Kamar  Fahdel: une nièce du réalisateur
- Haidar Fahdel : le jeune neveu du réalisateur
- Amira Fahdel : la mère du réalisateur
- Oum Mahdat Fahdel : la grand-mère du réalisateur

et les voix de :
- Stéphane Radoux
- Edwige Navarro
- Nicolas Brossette
- Solange Billardello
- Solène Chabanais
- Fabien Commoy
- Pierre Denckers
- Sophie Flament
- Annick Lemonnier
- Julie Rhône

## Sources et références
- Le Temps, 19 avril 2003
- Télérama, 25 mai 2005
- Les Inrockuptibles, 25 mai 2005
- Le Nouvel Observateur (TéléCinéObs), 25 mai 2005
- Cahiers du cinéma, juin-juillet 2004